# Alberto Fernández
 Der er flere personer med dette navn, se Alberto Fernández (flertydig).
Alberto Angel Fernández (født 2. april 1959 i Buenos Aires) er en argentinsk advokat og politiker, som i 2019 blev valgt til Argentinas præsident.